# Jacob Bernstein
Jacob Bernstein (nascut el 24 de febrer de 1885 i mort el 21 de desembre de 1959) va ser un mestre d'escacs jueu estatunidenc.
Nascut en una família jueva a Kaunas, Lituània, va viure a Nova York. Va guanyar tres campionats d'escacs de l'estat de Nova York consecutius (1920-1922), i va compartir el primer lloc amb Herman Steiner el 1929, però va perdre un desempat contra ell.
També va empatar als llocs 8è-9è a Nova York 1913 (torneig Rice, guanyat per José Raúl Capablanca), va empatar als llocs 5è-6è a Nova York 1915 (va guanyar Capablanca), va empatar als llocs 7è-8è a Nova York 1916 (Torneig Rice, va guanyar Capablanca), i va perdre un matx contra Abraham Kupchik (1,5 : 3,5) a Nova York 1916.
Després de la Primera Guerra Mundial, va empatar als llocs 3è-6è a Nova York 1922 (el campió fou Edward Lasker), va ocupar el 13è lloc a Carlsbad (Karlovy Vary) 1923 i va empatar als llocs 7è-10è a Pasadena 1932 (el campió fou Aleksandr Alekhin).
Es va casar amb l'actriu d'escenari ídix Nellie Casman el 1948 i va viure a la ciutat de Nova York. Van estar casats fins a la seva mort el 1959.